# 만화 혐한류·혐중국류의 등장인물
만화 혐한류·혐중국류의 등장인물은 야마노 샤린의 우익 만화인 『만화 혐한류』와 『만화 혐중국류』의 등장인물을 말한다.

## 등장 인물

### 주인공
오키아유 가나메
생일: 4월 10일 혈액형: O형 (완결판에서는 A형)
『혐한류』 1·2편의 주인공.
후지타 노조무
『혐중국류』의 주인공.
마쓰모토 고이치
생일: 8월 23일 혈액형: B형
『혐한류』 3편의 주인공.

### 여주인공
아라마키 이쓰미
생일: 5월 7일　혈액형: A형
가나메의 연인.
다치바나 마이
노조무가 짝사랑하는 소녀.

### 일본 사람
스에유키 류헤이
생일: 10월 2일 혈액형: AB형
극동 아시아 조사회 부회장을 지냈던 인물.
소에우치 다에
생일: 12월 17일 혈액형: O형
극동 아시아 조사회 회장을 지냈던 인물.
야가미 데쓰야
생일: 1월 9일 혈액형: A형
극동 아시아 조사회 회장에 취임한 인물.
가네다 야스히로
생일: 6월 27일 혈액형: O형
극동 아시아 조사회의 멤버.
스에유키 미야코
스에유키의 여동생.
시마무라 게이치로
노조무와 마이가 대학에 입학하던 시절 극동 아시아 조사회 회장을 지냈던 인물.
하기노 겐이치
미야코가 회장을 지내던 시절의 신입생.
하야시다 사토시
고이치가 취직한 회사의 사원.
다카오
가나메의 고등학교 시절 친구.
헤로시
가나메의 고등학교 시절 친구.
토모
가나메의 고등학교 시절 친구.
다카기
고이치가 취직한 회사의 부장.
스지모토 기요미
중의원 의원.
야마노 샤린
혐한류·혐중국류의 작가.

### 한국 사람
박연수
역사 왜곡과 군국주의 부활 음모를 규탄하는 한국 대학생 일본 방문 대표단의 리더.
가네다 히데하루
고이치의 친구.
이명자
외부 동호회의 회원.
강용중
박연수가 다니는 모교의 대학 교수.
고명의
고이치의 중학생 시절 동급생.
박정일
아시아 문제 연구회의 회원.

### 중국 사람과 타이완 사람
천더화
중국인 유학생
차오쉐유
중국인 유학생.
류칭우
타이완인 유학생.

## 같이 보기
- 만화 혐한류
- 만화 혐중국류